# 胡列治 (新南威爾斯州)
胡列治（英語：Woolwich）是澳洲新南威爾斯州雪梨北岸的一個市區，位於雪梨商業中心區西北方11（6.8英里）處，屬於獵人山自治市地方政府行政區。胡列治坐落在連交河與巴拉馬打河之間的半島上，從獵人山伸出。

## 圖集

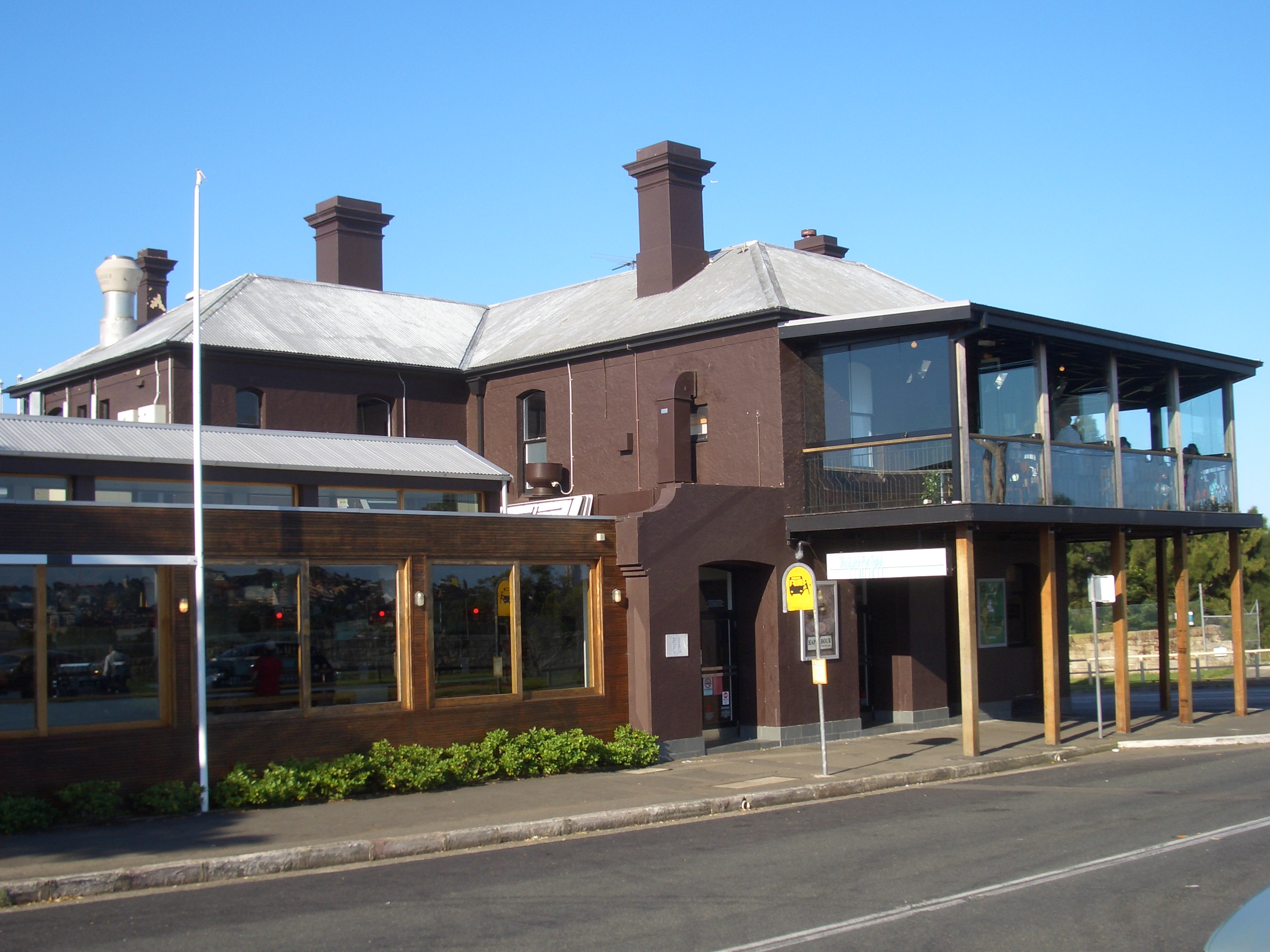
胡列治碼頭酒樓
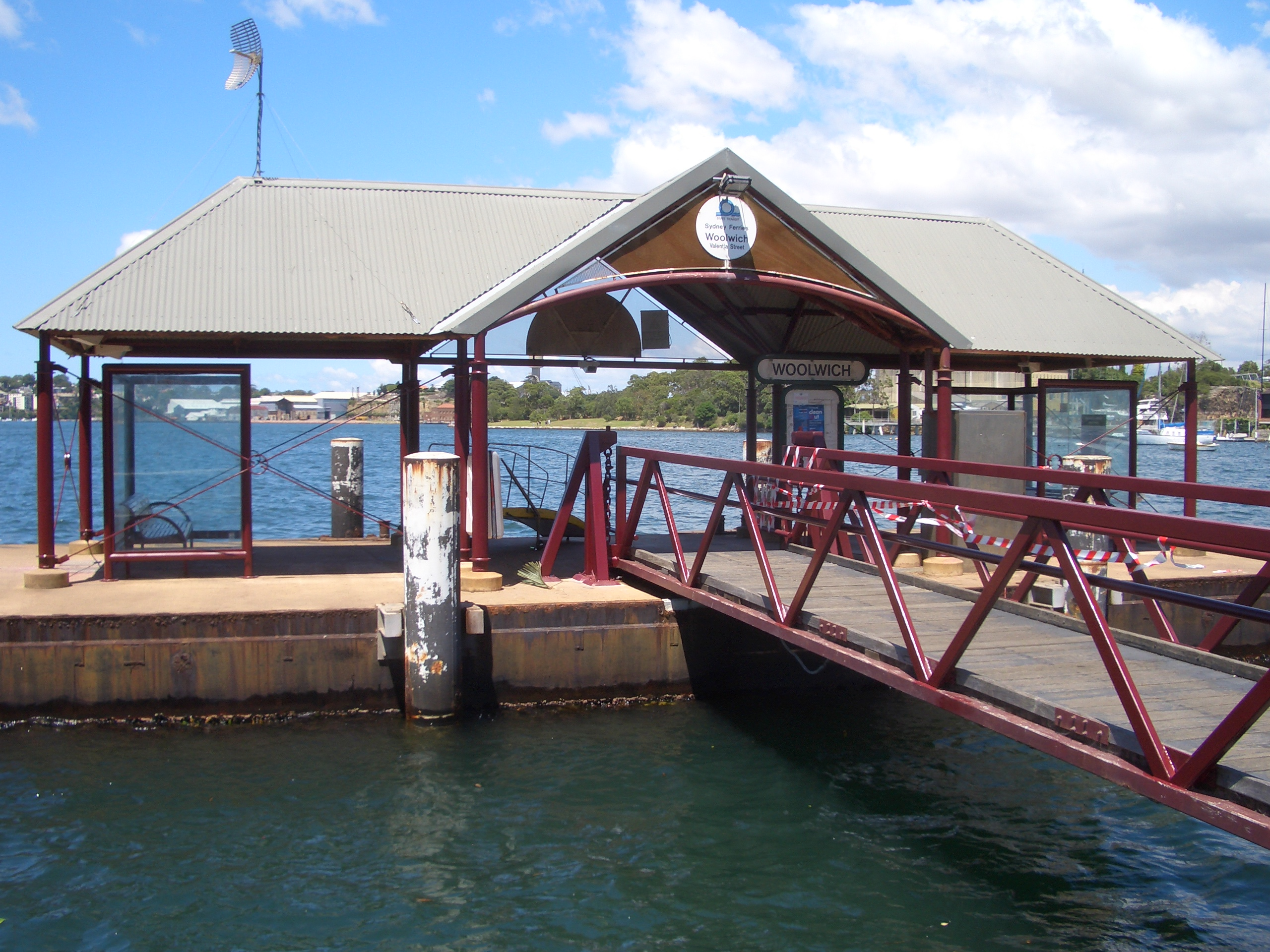
胡列治渡輪碼頭
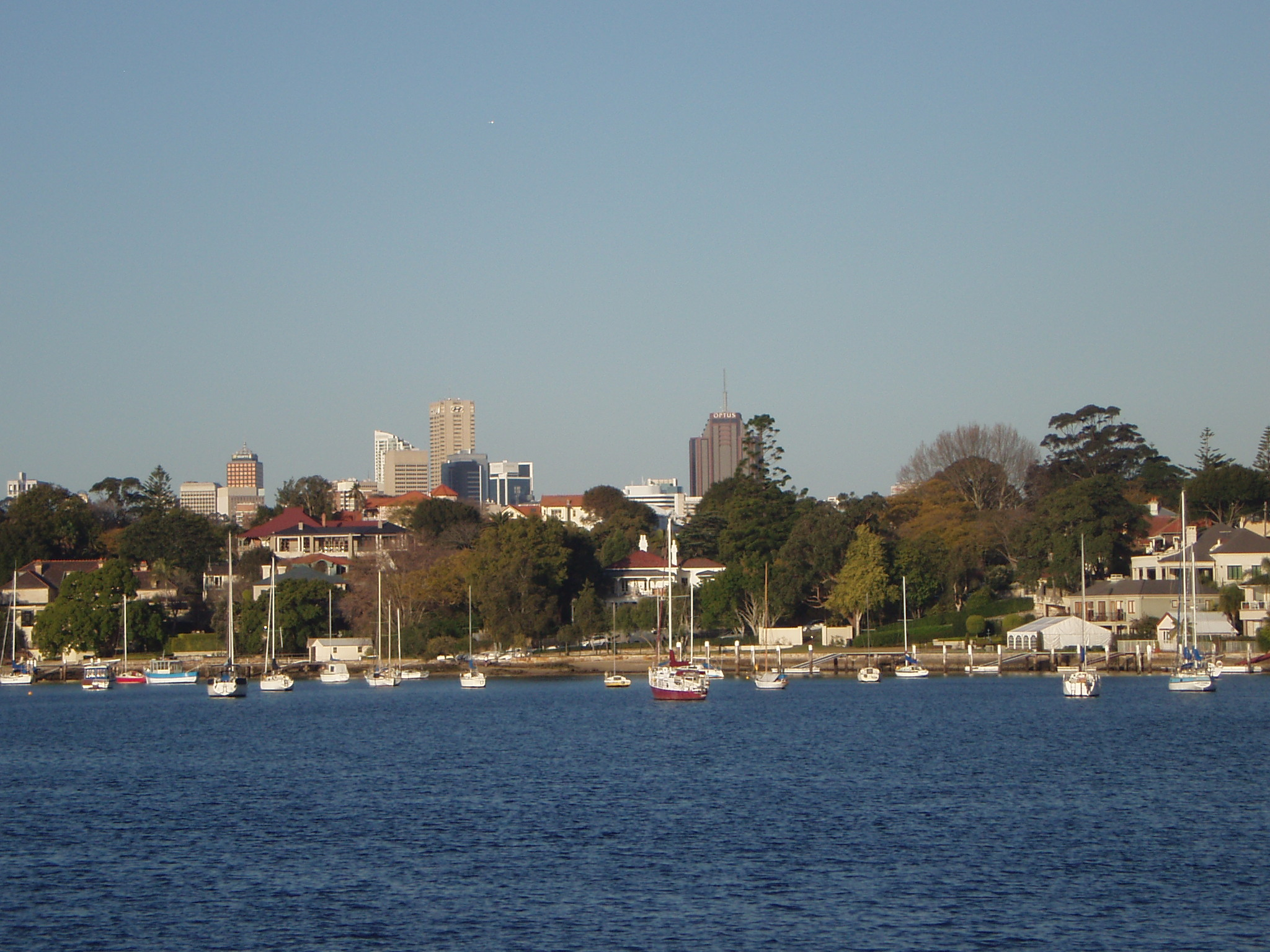
郎歸威碼頭望胡列治
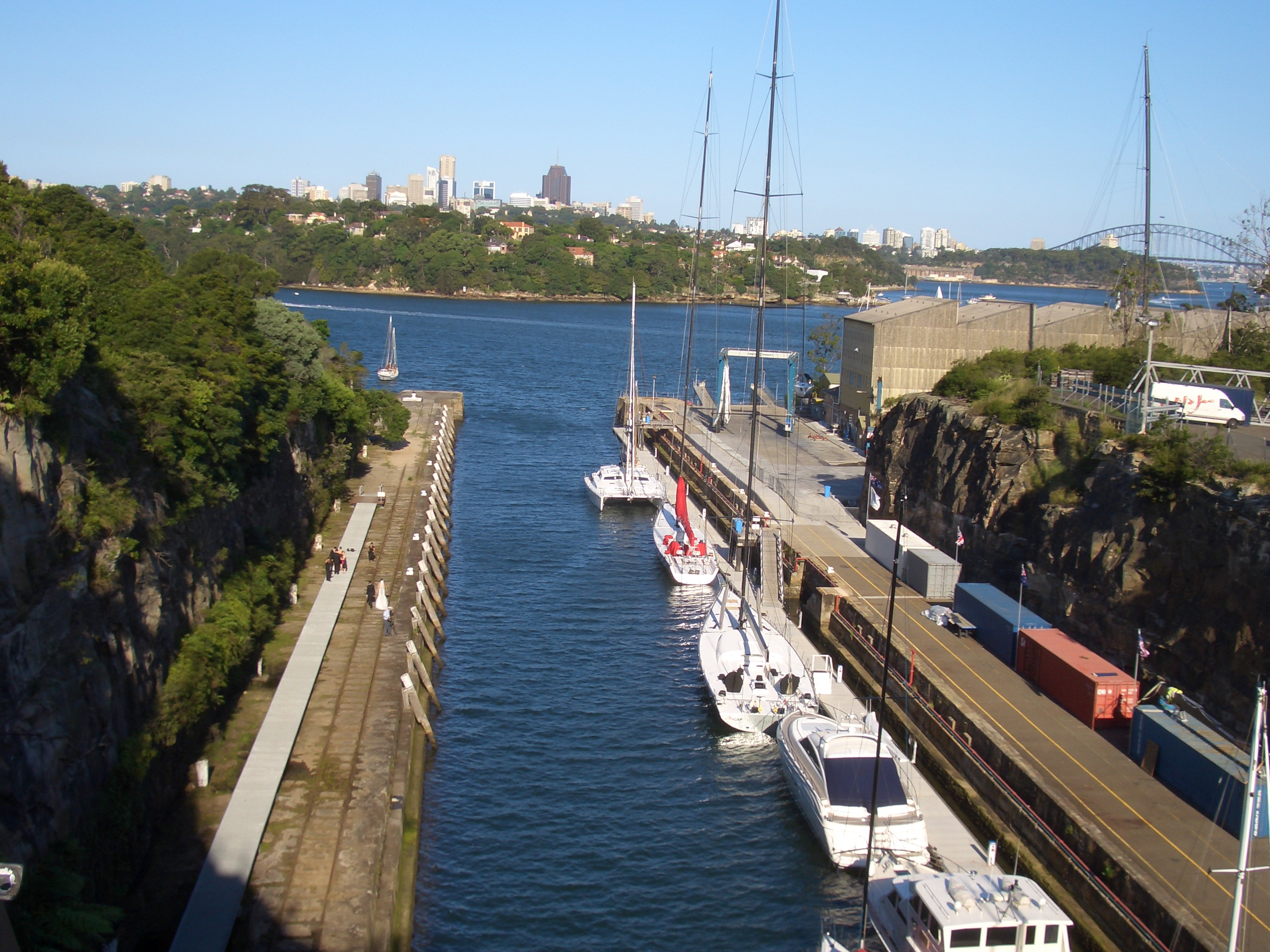
胡列治船塢
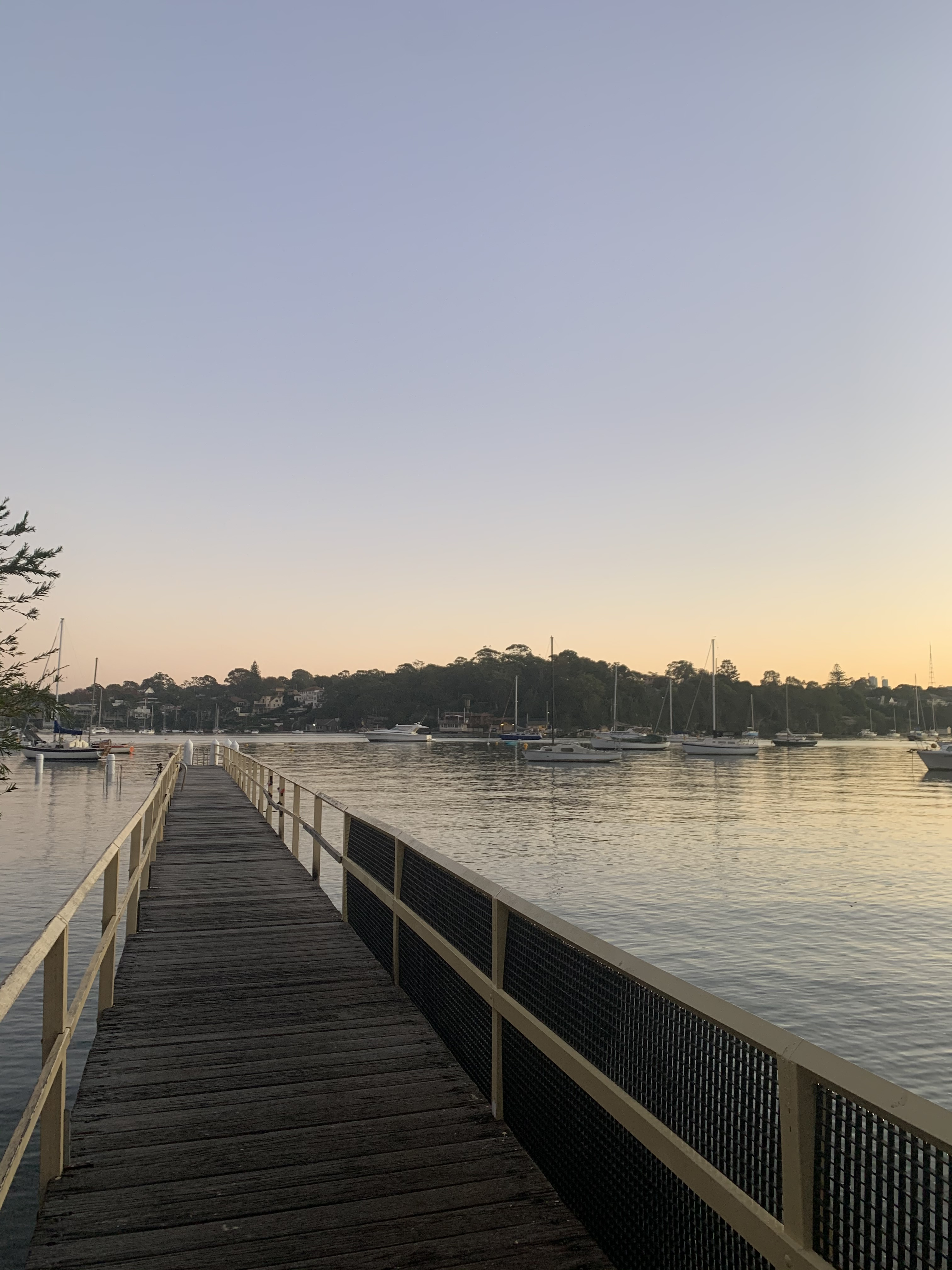
胡列治泳灘

## 外部連結
- Terri McCormack. . Dictionary of Sydney. 2008  [27 September 2015]. [CC-By-SA]
- Discover Hunters Hill （页面存档备份，存于）

33°50′24″S 151°10′16″E / 33.840°S 151.171°E